# 122-мм гаубиця зразка 1938 року (М-30)
122-мм гаубиця зразка 1938 (М-30, індекс ГАУ — 52-Г-463) —  радянська гаубиця періоду Другої світової війни. Ці гармати серійно випускалися з 1939 по 1955 рік, і досі перебувають в озброєнні армій багатьох країн світу, використовувалося майже у всіх значних війнах і збройних конфліктах середини і кінця ХХ століття. Цією гарматою були озброєні перші радянські великосерійні самохідні артилерійські установки СУ-122.

## В культурі

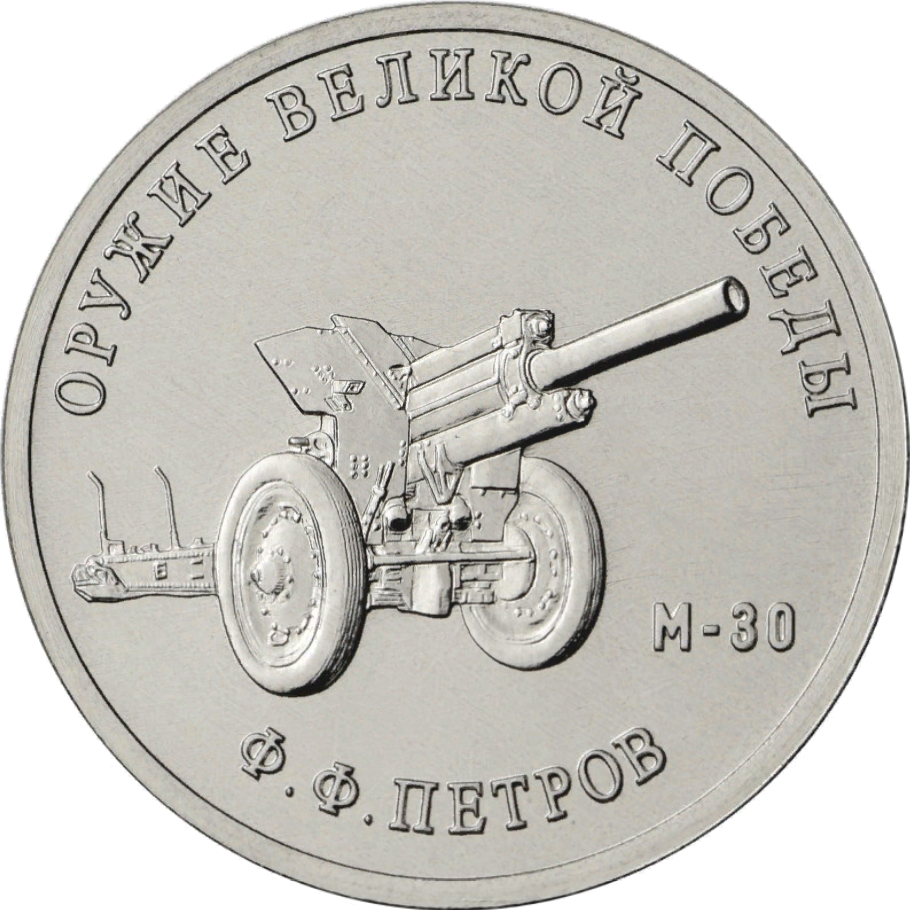
Російська монета присвячена гаубиці М-30

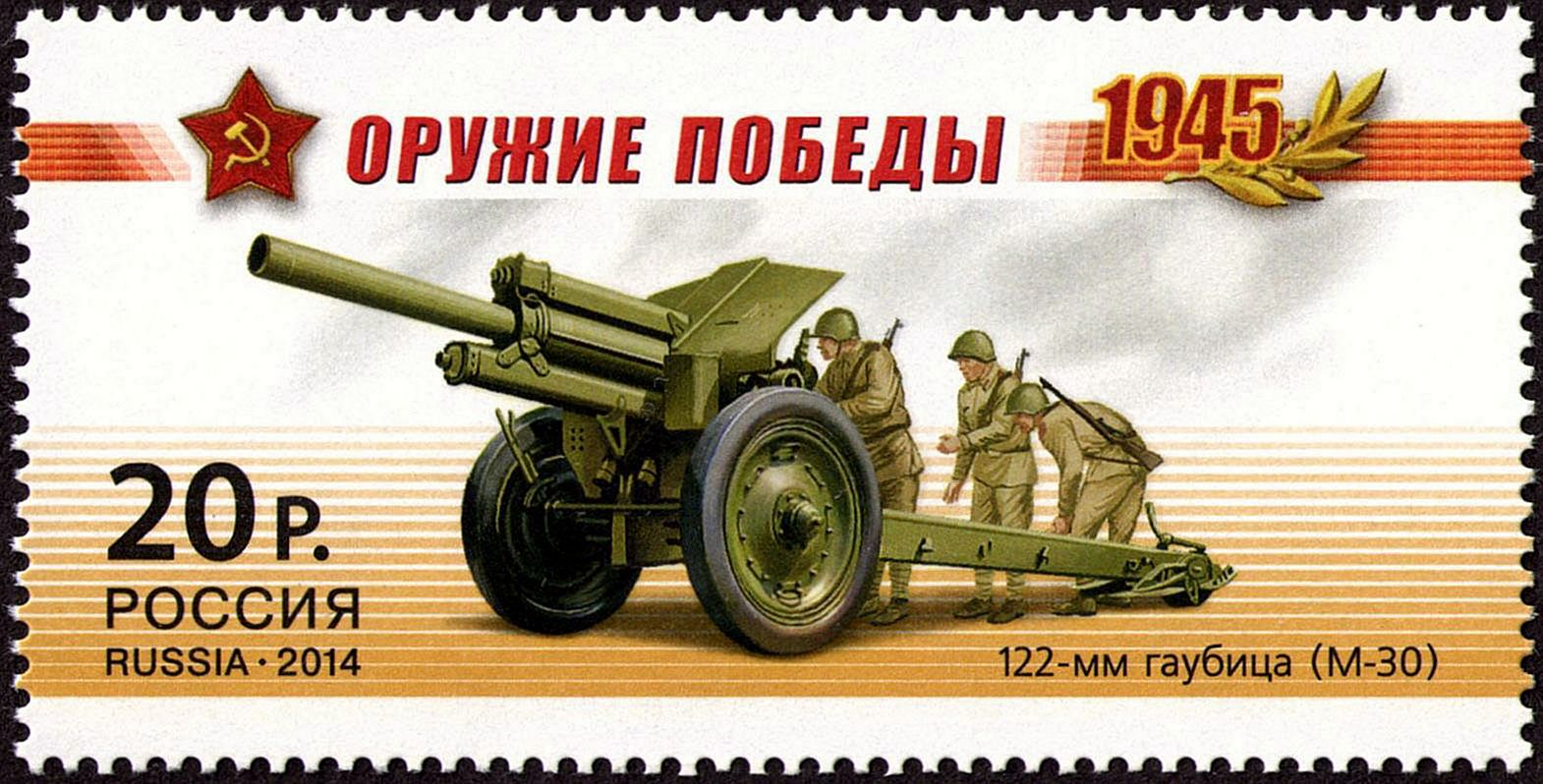
Російська марка присвячена гаубиці М-30

.

### М-30 в комп'ютерних іграх
На відміну від танків, різноманітність моделей артилерійського озброєння зустрічається у дуже обмеженій кількості у комп'ютерних іграх. Однією з таких ігор є покрокова стратегія Panzer General III. У її редакції «Scorched Earth», де розгортається дія на Східному фронті, гравець може комплектувати радянські артилерійські частини гаубицею М-30 (у грі вона називається просто «12.2 cm»). Там вона є доступною гравцю з початку війни, але застаріває з середини 1943 року, після появи гаубиці-гармати МЛ-20, що дуже не відповідає дійсності — виробництво обох цих гармат і комплектування ними нових частин тривали протягом усієї війни.
М-30 можна побачити в російських іграх, зокрема, у стратегіях реального часу «Бліцкриг», «Сталінград» та «Sudden Strike» («Протистояння 4», «Протистояння. Азія у вогні») «У тилу ворога 2: Штурм ». Відображення особливостей використання М-30 у цих іграх також далеке від реальності.

## Оператори
- Алжир — 60 М-30 станом на 2017 .[1]
- Бангладеш — 57 тип 54 (М-30) станом на 2017[1]. 20 тип 54 станом на 2007[2]
- Болівія
- В'єтнам